# Oldsmobile

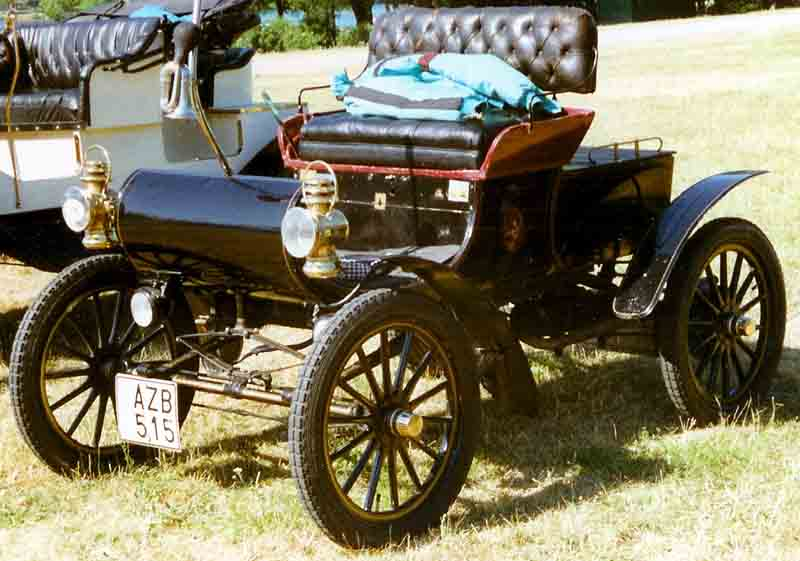
Oldsmobile Model R Curved Dash Runabout 1903.

Oldsmobile var ett amerikanskt bilmärke som tillverkades i Lansing, Michigan av Oldsmobile Division, vilket sedan 1909 är en del av General Motors Corporation. Den första Oldsmobilen byggdes 1897 av Ransom Eli Olds (1864-1950), och 1901 blev Curved Dash Runabout, som såldes i 425 exemplar, världens första massproducerade bil.
I december 2000 tillkännagav General Motors att man skulle sluta tillverka Oldsmobile, vilket var det då äldsta fortfarande existerande bilmärket i USA. Den 29 april 2004 rullade den sista av 35 229 218 tillverkade Oldsmobile ut genom fabriksportarna och bilmärket lades ned.

## Modeller
- Oldsmobile 442
- Oldsmobile 88
- Oldsmobile 98
- Oldsmobile Achieva
- Oldsmobile Alero
- Oldsmobile Aurora
- Oldsmobile Bravada
- Oldsmobile Curved Dash
- Oldsmobile Custom Cruiser
- Oldsmobile Cutlass
- Oldsmobile F-85
- Oldsmobile F-Series
- Oldsmobile Firenza
- Oldsmobile Intrigue
- Oldsmobile Jetstar I
- Oldsmobile L-Series
- Oldsmobile Light Eight
- Oldsmobile Limited
- Oldsmobile Model 30
- Oldsmobile Model 42
- Oldsmobile Model 43
- Oldsmobile Model A
- Oldsmobile Model D
- Oldsmobile Model M
- Oldsmobile Model S
- Oldsmobile Model X
- Oldsmobile Model Z
- Oldsmobile Omega
- Oldsmobile Series 20
- Oldsmobile Series 22
- Oldsmobile Series 28
- Oldsmobile Series 40
- Oldsmobile Series 60
- Oldsmobile Series 70
- Oldsmobile Silhouette
- Oldsmobile Six
- Oldsmobile Starfire
- Oldsmobile Toronado
- Oldsmobile Touring Sedan
- Oldsmobile Viking
- Oldsmobile Vista Cruiser

## Bildgalleri

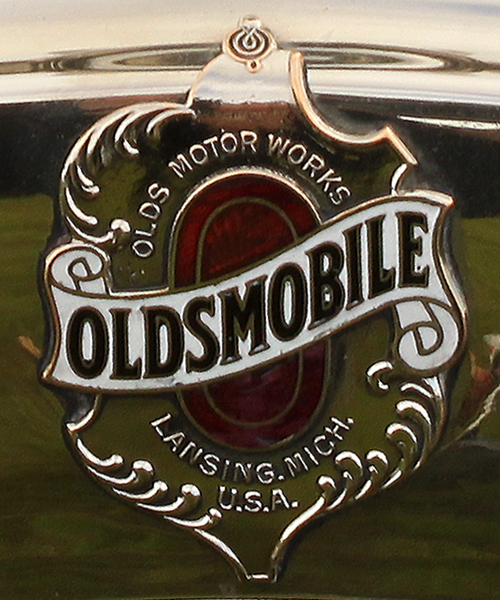
old logo
Oldsmobile 7HP Curved-dash runabout 1904
Oldsmobile 10HP Tonneau 1904
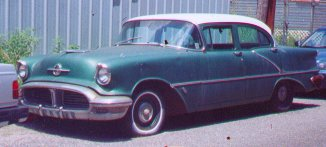
Oldsmobile Rocket 88, 1956 års modell.
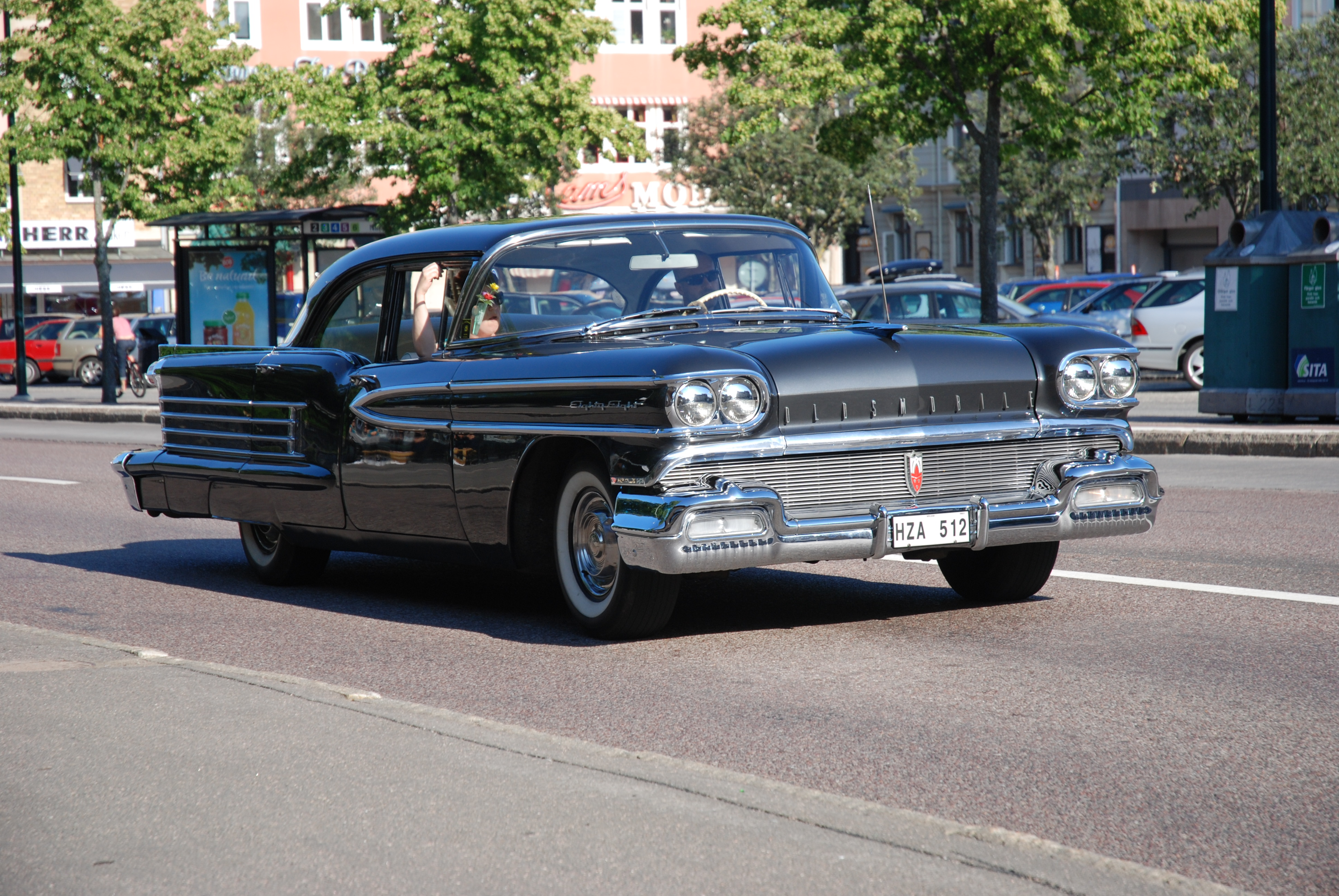
Oldsmobile 88, 1958 års modell.